# 四国平定

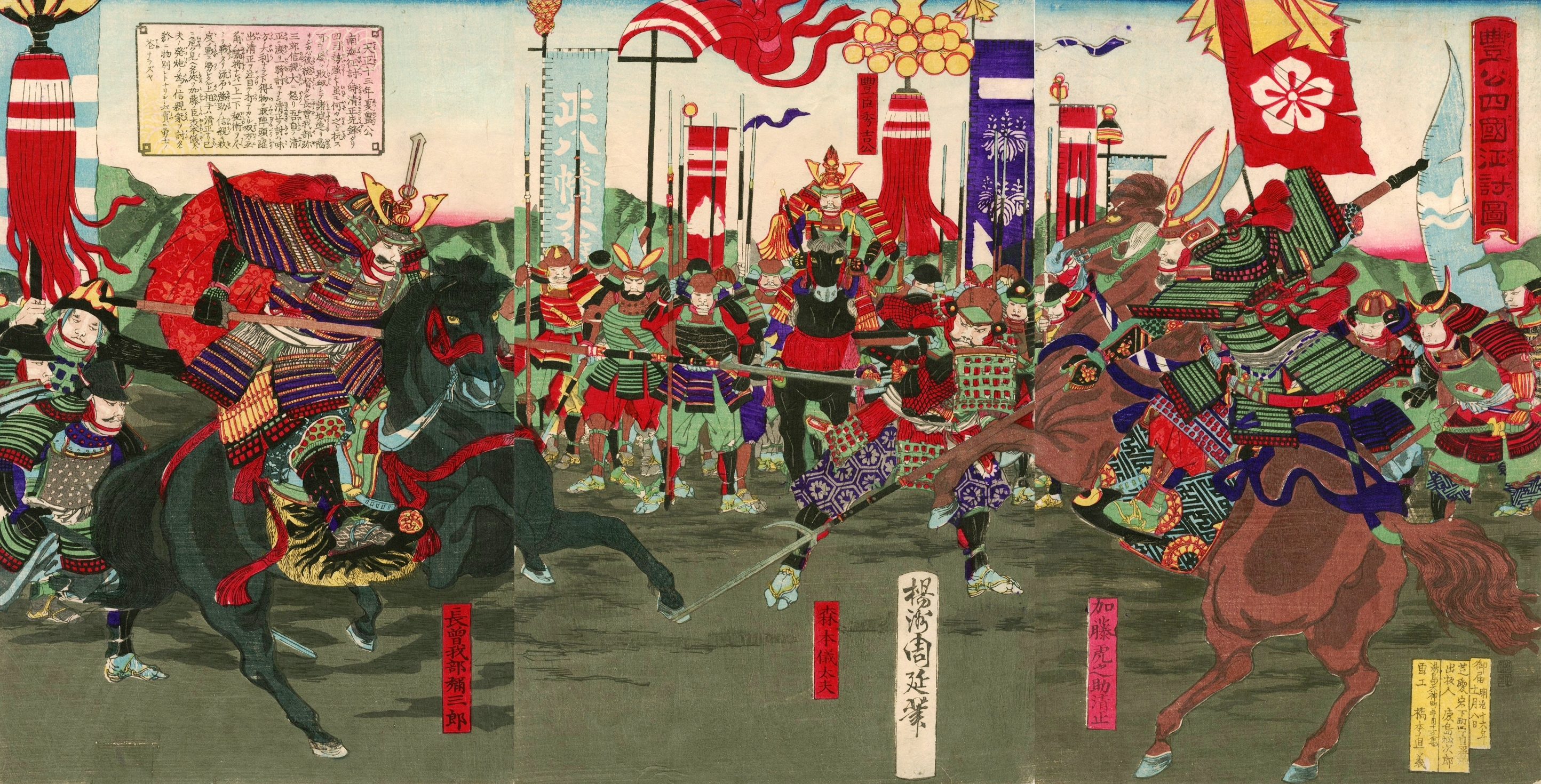
羽柴秀吉の四国攻め。豊公四国征討図（楊洲周延画）

四国平定（しこくへいてい）は、戦国時代末期に豊臣秀吉が天下統一事業の一環として行った長宗我部氏との一連の戦い。

## 概要
1585年に伊予国の河野通直を降伏させ、四国をほぼ統一した長宗我部元親と、天下人となりつつあった豊臣秀吉（羽柴秀吉）の対立は深刻なものとなっていた。小牧・長久手の戦いの後の徳川家康と元親の接近もあり、事態は悪化していた。
元親は秀吉に伊予一国を割譲して和睦しようと考えたが、秀吉はこれを拒否した。変わって秀吉は元親に降伏を勧告するも拒否されたため、長宗我部氏討伐・四国征伐を決意した。まずは弟の豊臣秀長の軍を淡路島経由で阿波方面から、毛利氏傘下の小早川隆景・吉川元長の軍を伊予から、宇喜多秀家の軍を讃岐から、それぞれ侵攻させた。またこの際、長宗我部氏によって四国を追われた三好氏の残党なども秀吉軍に協力した。

## 経過
天正の陣も参照のこと。
- 6月中旬 - 羽柴軍が10万超の兵を以って四国侵攻開始。長宗我部軍も4万の兵を動員して対抗した。
- 7月上旬 - 伊予丸山城の戦い、讃岐喜岡城の戦い、讃岐植田城の戦い、阿波木津城の戦い。
- 7月中旬 - 阿波牛岐城の戦い、伊予金子城の戦い、阿波一宮城の戦い、伊予高尾城の戦い、伊予高峠城の戦い。
- 8月上旬 - 元親が羽柴秀長軍に降伏。
- 8月中旬 - 伊予の河野氏が小早川隆景軍に降伏。

三方向からの侵攻を許した長宗我部軍は緒戦から苦戦し、阿波一宮城が陥落すると、敗北はほぼ決定的となった。

## 結果
四国統一を果たしていた元親は土佐20万石のみ安堵され、それ以外の三国は羽柴軍配下の部将に分知された。
阿波は蜂須賀家政や赤松則房らに、讃岐は仙石秀久や十河存保らに、伊予は隆景ら毛利氏配下の部将もしくは旧河野家の配下の部将に与えられ、四国は豊臣政権下に完全に組み込まれた。